# Isabelle Caillat
Pour les articles homonymes, voir Caillat.
 (juin 2017).
Si vous disposez d'ouvrages ou d'articles de référence ou si vous connaissez des sites web de qualité traitant du thème abordé ici, merci de compléter l'article en donnant les références utiles à sa vérifiabilité et en les liant à la section « Notes et références ».
Isabelle Caillat (née en 1978 à New York) est une actrice suisse, américaine et haïtienne.

## Biographie
Isabelle Caillat est née à New York, d'un père suisse et d'une mère haïtienne. Elle a grandi à Genève. Elle suit des cours de théâtre chez Claude Delon. 
Elle s'installe à New York de 2001 à 2003, elle étudie à la Stella Adler Studio of Acting et fait un stage à Los Angeles au Ron Burrus Studio.

## Filmographie partielle

### Cinéma
- 2007 : Une journée de Jacob Berger : Elena Matamoros
- 2009 : Plus là pour personne de Jean-Laurent Chautems : La patiente
- 2009 : Verso de Xavier Ruiz : Suzanne
- 2011 : All That Remains de Valentin Rotelli et Pierre-Adrian Irlé : Ellen
- 2012 : Le Nez dans le ruisseau de Christophe Chevalier : La maîtresse d’école
- 2014 : Deux Jours avec mon père d'Anne Gonthier : Marie
- 2014 : La Rançon de la gloire de Xavier Beauvois : L'infirmière
- 2015 : On n'est pas ici pour être mort vivant  de Régine Boichat (court métrage) : Sophie
- 2015 : Hotel Terminus de Dorthe Wølner-Hanssen (court métrage) : Sara Gojovic
- 2015 : Vue sur mère de Gilbert Merme (court métrage) : Cécilia
- 2017 : M de Sara Forestier : Maîtresse de Soraya

### Télévision
- 2010 : En direct de notre passé  (série télévisée) de Noël Tortajada et Nicolas Frey : Une femme austère
- 2010 : 10 (série télévisée) de Jean-Laurent Chautems : Rosa
- 2011 : T'es pas la seule ! (série télévisée) de Pierre-Antoine Hiroz : Eve Delarive
- 2014 : Break-ups: La série (web-série) de Ted Tremper : Sylvie
- 2016 : Le Temps d'Anna (téléfilm) de Grzegorz Zgliński : Elisabeth Grimm
- 2016 : Anomalia (série télévisée) de Pierre Monnard : Iseult
- 2017 : Altitudes de Pierre-Antoine Hiroz : Dominique
- 2020 : Bulle (série télévisée) d'Anne Deluz: Karine
- 2020 : Cellule de crise (série télévisée) de Jacob Berger: Suzanne Fontana
- 2021 : Sacha (série télévisée) de Léa Fazer : Carla Meier
- 2022 : Hors-saison (série télévisée) de Pierre Monnard : Cyrielle Bouaouni
- 2024 : En haute mer de Denis Rabaglia : Patricia

## Distinctions
- Prix du Cinéma Suisse Quartz 2011 : Meilleure interprétation féminine dans : All That Remains[1].